# Căile Ferate Române

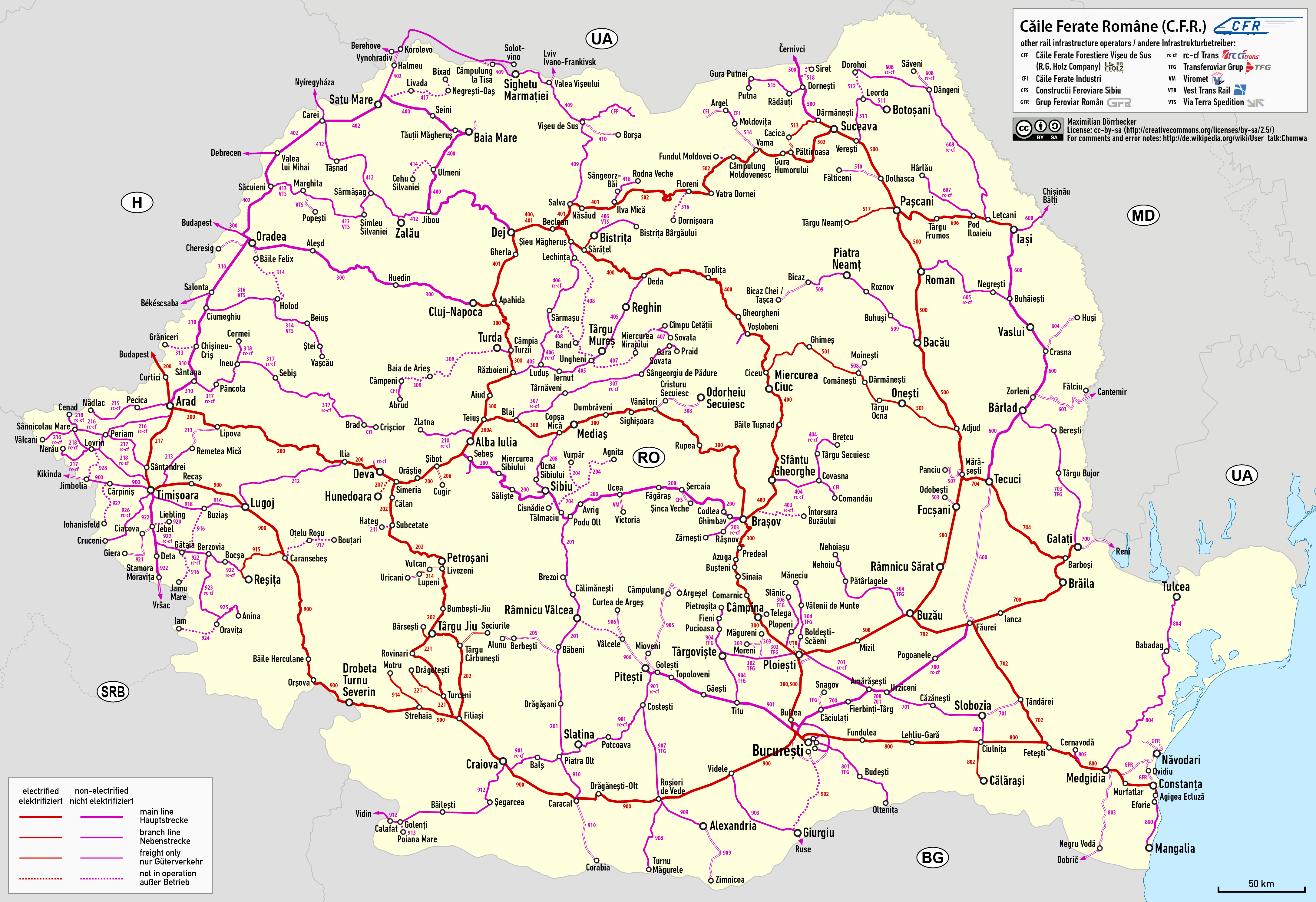
Rumäniens järnvägsnät

Căile Ferate Române, CFR, är en statlig järnvägsoperatör i Rumänien. CFR bildades ursprungligen 1880, men järnväg har funnits i vad som i dag är Rumänien sedan 1854. Sedan 1998 består CFR av fem fristående bolag. CFR Călători bedriver persontrafik, CFR Marfă kör godstransporter, CFR Infrastructură är ansvariga för de rumänska järnvägarnas infrastruktur och Societatea Feroviară de Turism, SFT, driver museijärnvägar.
CFR har sitt huvudkontor i Bukarest och har även regionala kontor i Brașov, Cluj-Napoca, Constanța, Craiova, Galați, Iași och Timișoara.

## Persontrafik
Persontransporter tillhandahålls av CFR Călători.

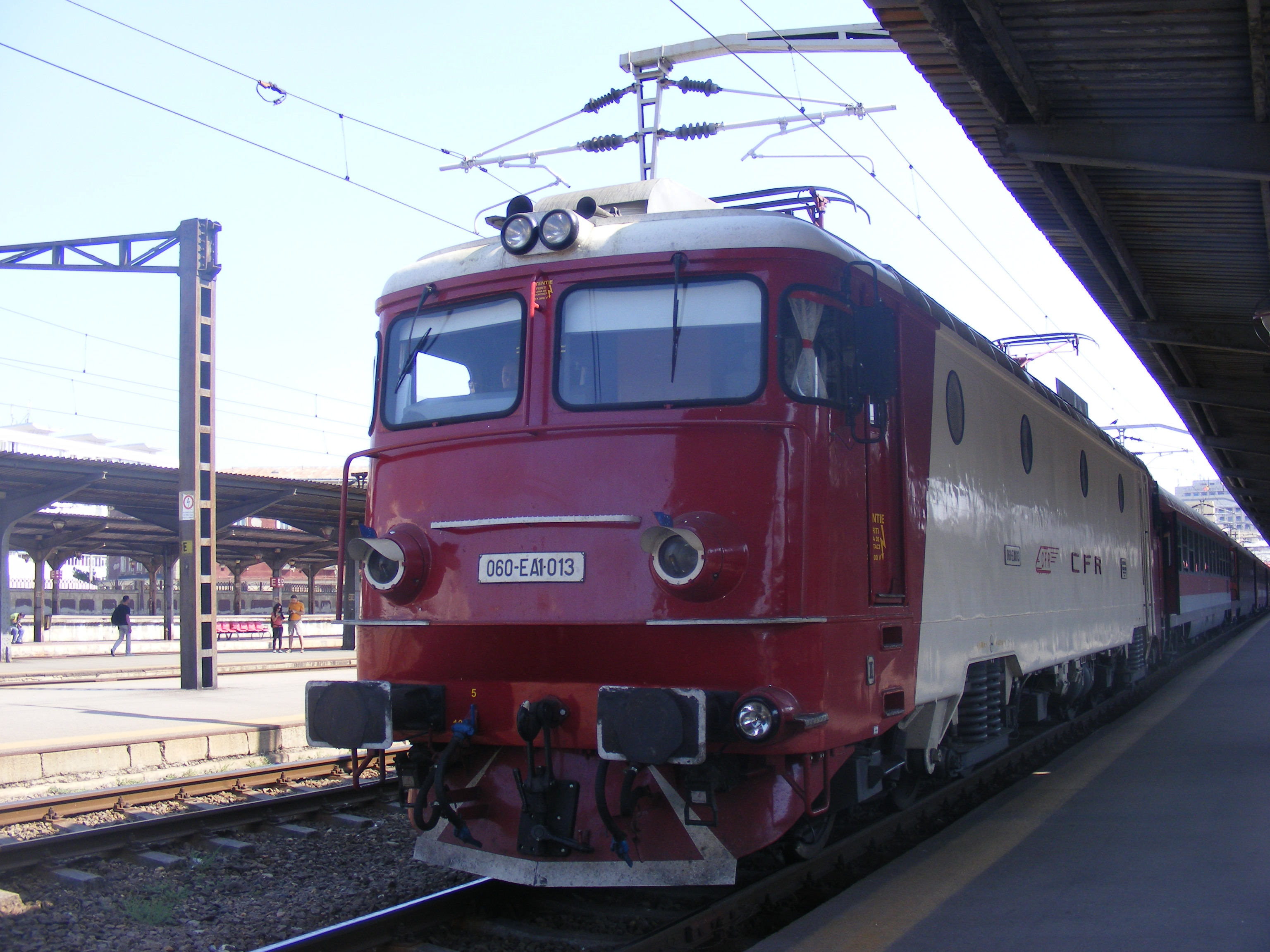
Elok producerat av Electroputere enligt ASEA-licens

### Regionaltåg (R)
Regionaltåg är den mest använda tågtypen på det rumänska järnvägsnätet. Det används främst för pendeltrafik mellan städer och dess förorter samt mellan byar och närliggande städer.

### InterRegionaltåg (IR)
InterRegional är tåg som går mellan städer och används främst för långa och medellånga sträckor. Biljetterna till dessa tåg kräver platsreservationer.

### InterCity
InterCity (IC) är expresståg som går mellan större städer samt till Svartahavskusten.

### EuroCity och EuroNight
EuroCity (EC) och EuroNight (EN) är tåg för internationell trafik som CFR kör i samarbete med andra nationella järnvägsbolag i Europa.

## Godstransport

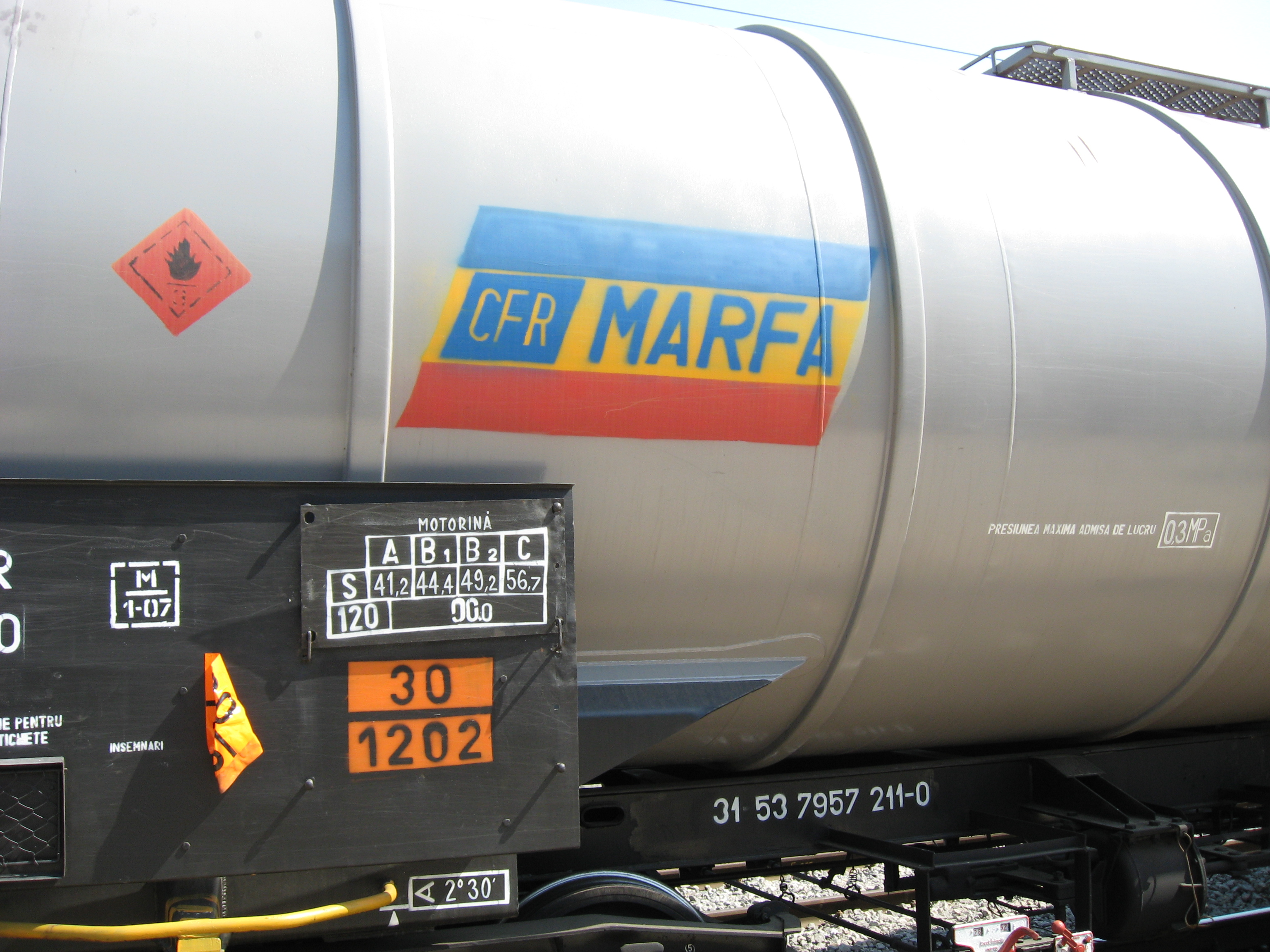
En godsvagn från CFR Marfă

Godstransporter tillhandahålls av CFR Marfă. Sedan 2013 ägs företaget till 51% av Grup Feroviar Român medan resterande del ägs av rumänska staten.